# Thorée-les-Pins

Thorée-les-Pins este o comună în departamentul Sarthe, Franța. În 2009 avea o populație de 679 de locuitori.